# Hjalmar Heerup
Hjalmar Heerup (* 14. April 1886 in Frederiksværk; † 18. November 1961 in Odense) war ein dänischer Fußballspieler.

## Karriere

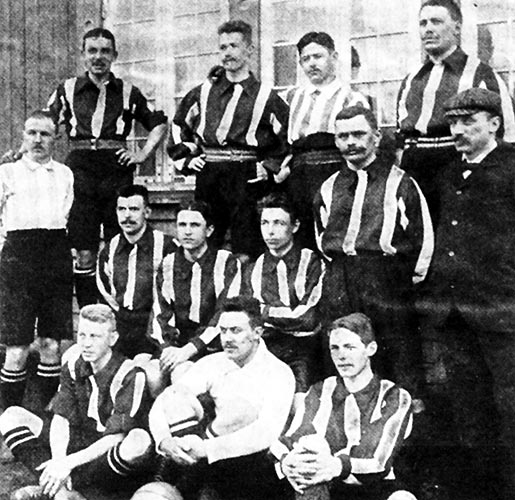
Foto der Kopenhagener Auswahl

Heerup nahm mit der Kopenhagener Auswahl am Fußballturnier der Olympischen Zwischenspiele 1906 teil und gewann die Goldmedaille. In dieser Zeit spielte er bei Akademisk Boldklub.

## Sonstiges
Hauptberuflich studierte er Medizin an der Universität Kopenhagen und arbeitete später als Arzt sowie Chefarzt. Von 1915 bis 1930 war er Amtsarzt auf den Färöer. Dort wurde er über die Liste der Sambandsflokkurin in den Gemeinderat der Kommune Tórshavn gewählt, wo er von Anfang 1929 bis zu seinem Rücktritt am 9. Juli 1930 Mitglied sowie stellvertretender Bürgermeister war. Nach seiner Rückkehr nach Dänemark war er von 1930 bis 1956 Kreisarzt in Odense.